# Beffes
Beffes és un municipi francès, situat al departament de Cher i a la regió de Centre – Vall del Loira. L'any 2007 tenia 692 habitants.

## Demografia

### Població
El 2007 la població de fet de Beffes era de 692 persones. Hi havia 295 famílies, de les quals 87 eren unipersonals (28 homes vivint sols i 59 dones vivint soles), 90 parelles sense fills, 90 parelles amb fills i 28 famílies monoparentals amb fills.
La població ha evolucionat segons el següent gràfic:
Habitants censats

### Habitatges
El 2007 hi havia 354 habitatges, 306 eren l'habitatge principal de la família, 24 eren segones residències i 24 estaven desocupats. 342 eren cases i 10 eren apartaments. Dels 306 habitatges principals, 219 estaven ocupats pels seus propietaris, 85 estaven llogats i ocupats pels llogaters i 2 estaven cedits a títol gratuït; 14 tenien dues cambres, 68 en tenien tres, 99 en tenien quatre i 125 en tenien cinc o més. 260 habitatges disposaven pel capbaix d'una plaça de pàrquing. A 138 habitatges hi havia un automòbil i a 137 n'hi havia dos o més.

### Piràmide de població
La piràmide de població per edats i sexe el 2009 era:
| Homes | Edats   | Dones |
| ----- | ------- | ----- |
| 0     | 95 o +  | 0     |
| 0     | 90 a 94 | 0     |
| 4     | 85 a 89 | 4     |
| 0     | 80 a 84 | 12    |
| 12    | 75 a 79 | 8     |
| 12    | 70 a 74 | 20    |
| 12    | 65 a 69 | 20    |
| 24    | 60 a 64 | 20    |
| 40    | 55 a 59 | 20    |
| 28    | 50 a 54 | 36    |
| 20    | 45 a 49 | 8     |
| 16    | 40 a 44 | 28    |
| 36    | 35 a 39 | 32    |
| 28    | 30 a 34 | 16    |
| 20    | 25 a 29 | 20    |
| 20    | 20 a 24 | 4     |
| 32    | 15 a 19 | 24    |
| 36    | 10 a 14 | 28    |
| 32    | 5 a 9   | 20    |
| 4     | 0 a 4   | 0     |

## Economia
El 2007 la població en edat de treballar era de 414 persones, 288 eren actives i 126 eren inactives. De les 288 persones actives 246 estaven ocupades (131 homes i 115 dones) i 43 estaven aturades (18 homes i 25 dones). De les 126 persones inactives 52 estaven jubilades, 34 estaven estudiant i 40 estaven classificades com a «altres inactius».

### Ingressos
El 2009 a Beffes hi havia 310 unitats fiscals que integraven 716 persones, la mediana anual d'ingressos fiscals per persona era de 16.475 €.

### Activitats econòmiques
Dels 17 establiments que hi havia el 2007, 1 era d'una empresa alimentària, 2 d'empreses de fabricació d'altres productes industrials, 3 d'empreses de construcció, 1 d'una empresa de comerç i reparació d'automòbils, 3 d'empreses de transport, 1 d'una empresa d'hostatgeria i restauració, 2 d'empreses de serveis, 3 d'entitats de l'administració pública i 1 d'una empresa classificada com a «altres activitats de serveis».
Dels 6 establiments de servei als particulars que hi havia el 2009, 1 era una oficina de correu, 1 fusteria, 1 electricista, 1 empresa de construcció, 1 perruqueria i 1 restaurant.
Dels 2 establiments comercials que hi havia el 2009, 1 era una botiga de més de 120 m² i 1 una botiga de menys de 120 m².
L'any 2000 a Beffes hi havia 6 explotacions agrícoles que ocupaven un total de 426 hectàrees.

## Equipaments sanitaris i escolars
El 2009 hi havia una escola elemental.

## Poblacions més properes
El següent diagrama mostra les poblacions més properes.